# Gordon Henderson
Gordon Fripp Henderson, CC QC (17. April 1912 – 17. August 1993) war ein kanadischer Anwalt für geistiges Eigentum, der 1937 in die Anwaltskanzlei Gowling Lafleur Henderson LLP eintrat und später deren Vorsitzender wurde. Er war im Laufe seiner Karriere für sein Eintreten in Fragen des geistigen Eigentums sowie für sein Engagement in Organisationen für geistiges Eigentum bekannt. Hendersons Beitrag zur Entwicklung der kanadischen und internationalen Rechtsprechung gilt als einer der bedeutendsten in der kanadischen Rechtsgeschichte.
Henderson war ein Philanthrop und Bürgerführer in Ottawa, der viele Anliegen unterstützte. Er war Vorsitzender des Gouverneursrats und Kanzler der University of Ottawa. Er war maßgeblich an der Gründung von SOCAN als Anwalt und später als Vorsitzender beteiligt. Henderson war Honorarkonsul von Liberia in Kanada. Von 1983 bis 1993 war er Life Bencher der law Society of Upper Canada. Für seinen jahrzehntelangen Dienst erhielt er 1988 den B’nai B’rith Award of Merit und eine Kameradschaft innerhalb des Order of Canada.
Bis zu seinem Tod trat Henderson in fast 400 gemeldeten Fällen als Anwalt auf, darunter 90 vor dem Obersten Gerichtshof von Kanada.